# Резолюция 151 на Съвета за сигурност на ООН
Резолюция 151 на Съвета за сигурност на ООН е приета на 23 август 1960 г. по повод кандидатурата на Чад за членство в ООН. С Резолюция 151 Съветът за сигурност препоръчва на Общото събрание на ООН Чад да бъде приет за член на Организацията на обединените нации.